# 国王陛下剧院 (伦敦)

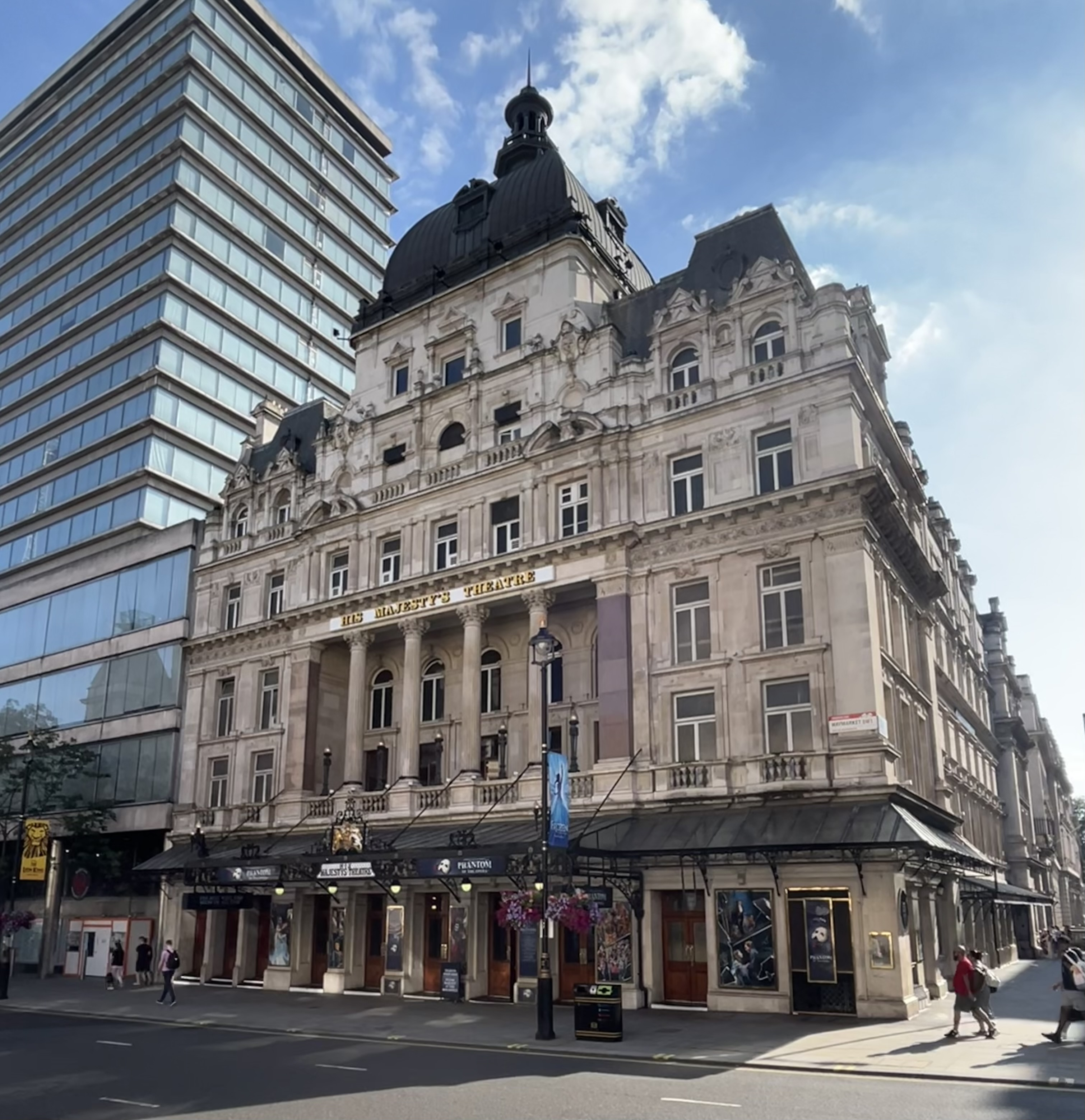
国王陛下劇院 (2023年)

国王陛下劇院（英語：His Majesty's Theatre）是倫敦西區的劇院之一，位於西敏市乾草市場，建立于1705年。当前劇院建築的設計者是查爾斯·J·菲普斯，竣工於1897年。国王陛下劇院是倫敦最知名的劇院之一，劇院建築也是英國II*級登錄建築。
历史上剧院曾应在位君主的性别而多次更名。其于1705年建成时名为“女王剧院”（Queen's Theatre）；1714年，因乔治一世登基，剧院更名为“国王剧院”（King's Theatre）；1837年，剧院应维多利亚女王登基而更名为女王陛下劇院（Her Majesty's Theatre）；1901年，爱德华七世登基之际再度更名为国王陛下劇院；1952年，伊丽莎白二世登基，剧院复名女王陛下劇院；2022年，查尔斯三世登基，剧院更为现名。

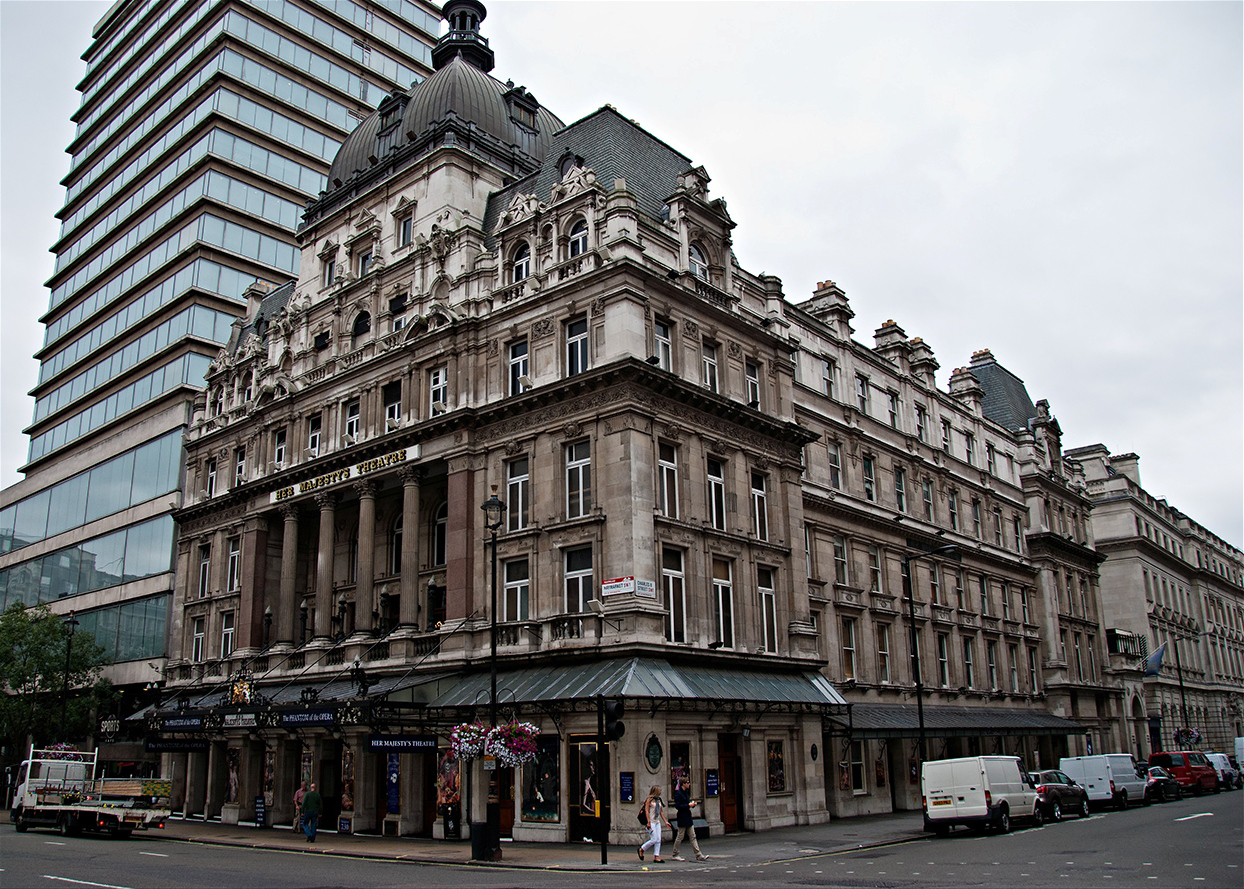
女王陛下劇院 (2010年)

自一战以来，剧院专门用于上演音乐剧，代表作包括1916-1921年间上演的《朱清周》（Chu Chin Chow）以及1986-2020年和2021-2024年上演的《歌剧魅影》（The Phantom of the Opera）。